# Hoplolenus insignis
Hoplolenus insignis is een keversoort uit de familie van de loopkevers (Carabidae). De wetenschappelijke naam van de soort is voor het eerst geldig gepubliceerd in 1851 door LaFerte-Senectere.